# Sal, Kap Verde
För andra betydelser av Sal, se Sal.

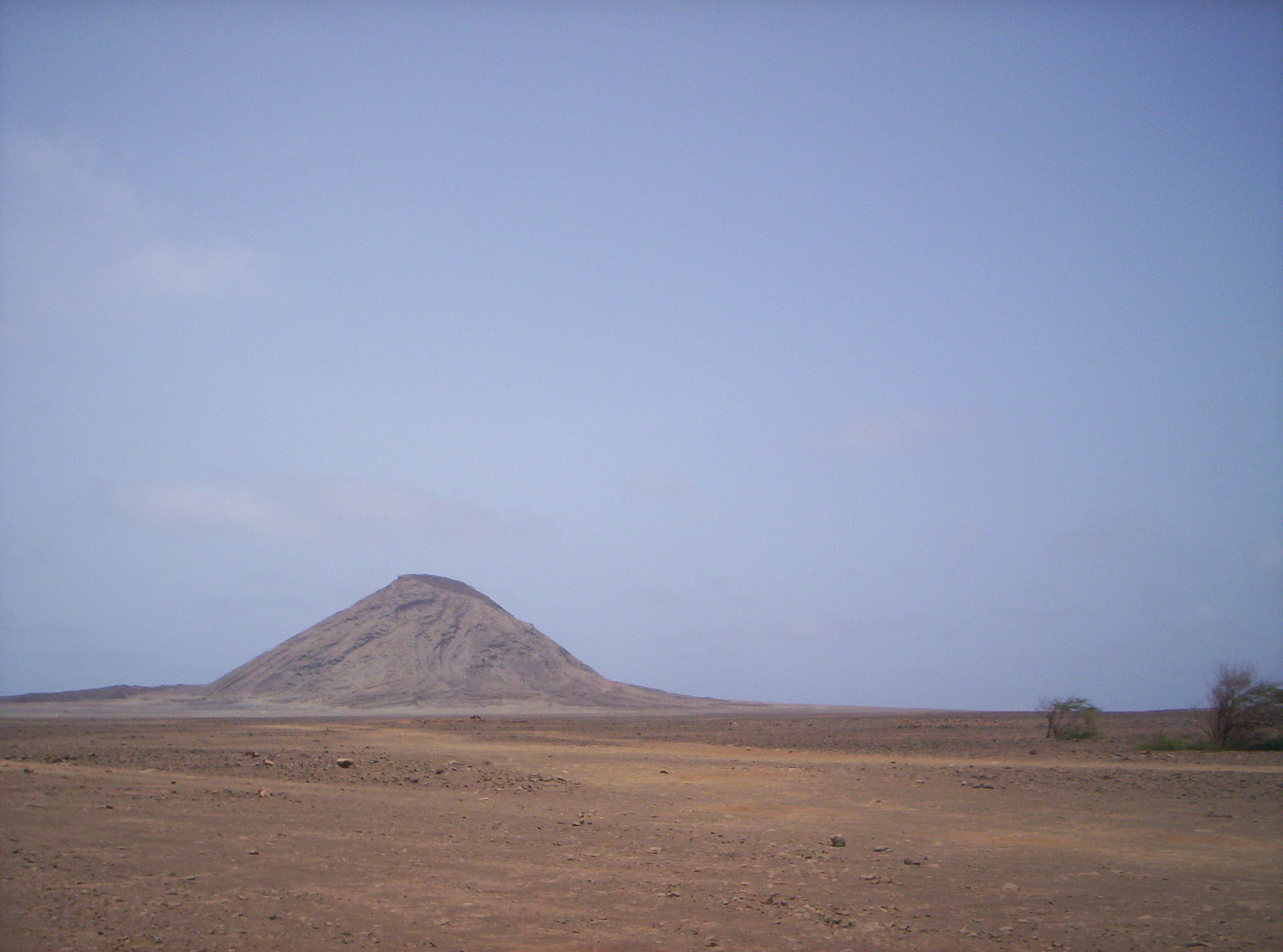
Landskap på ön Sal

Sal är en av öarna i ögruppen Barlavento i Kap Verde.
Area: 216 km². Invånare: c:a 25 000. Större städer: Espargos (c:a 17000 inv.) och Santa Maria (c:a 6000 inv) 
På Sal ligger landets största flygplats, Amílcar Cabrals internationella flygplats.

## Befolkningsstatistik
| Population of Sal, Kap Verde (1940—2010) | Population of Sal, Kap Verde (1940—2010) | Population of Sal, Kap Verde (1940—2010) | Population of Sal, Kap Verde (1940—2010) | Population of Sal, Kap Verde (1940—2010) | Population of Sal, Kap Verde (1940—2010) | Population of Sal, Kap Verde (1940—2010) | Population of Sal, Kap Verde (1940—2010) |
| ---------------------------------------- | ---------------------------------------- | ---------------------------------------- | ---------------------------------------- | ---------------------------------------- | ---------------------------------------- | ---------------------------------------- | ---------------------------------------- |
| 1940                                     | 1950                                     | 1960                                     | 1970                                     | 1980                                     | 1990                                     | 2000                                     | 2010                                     |
| 1121                                     | 1838                                     | 2608                                     | 5505                                     | 5826                                     | 7715                                     | 14816                                    | 25481                                    |

## Orter
- (Vila de) Espargos
- Feijoal
- Hortelão
- Palmeira
- Pedra de Lume
- Preguiça
- Reguinho Fiúra
- Santa Maria

## Bilder

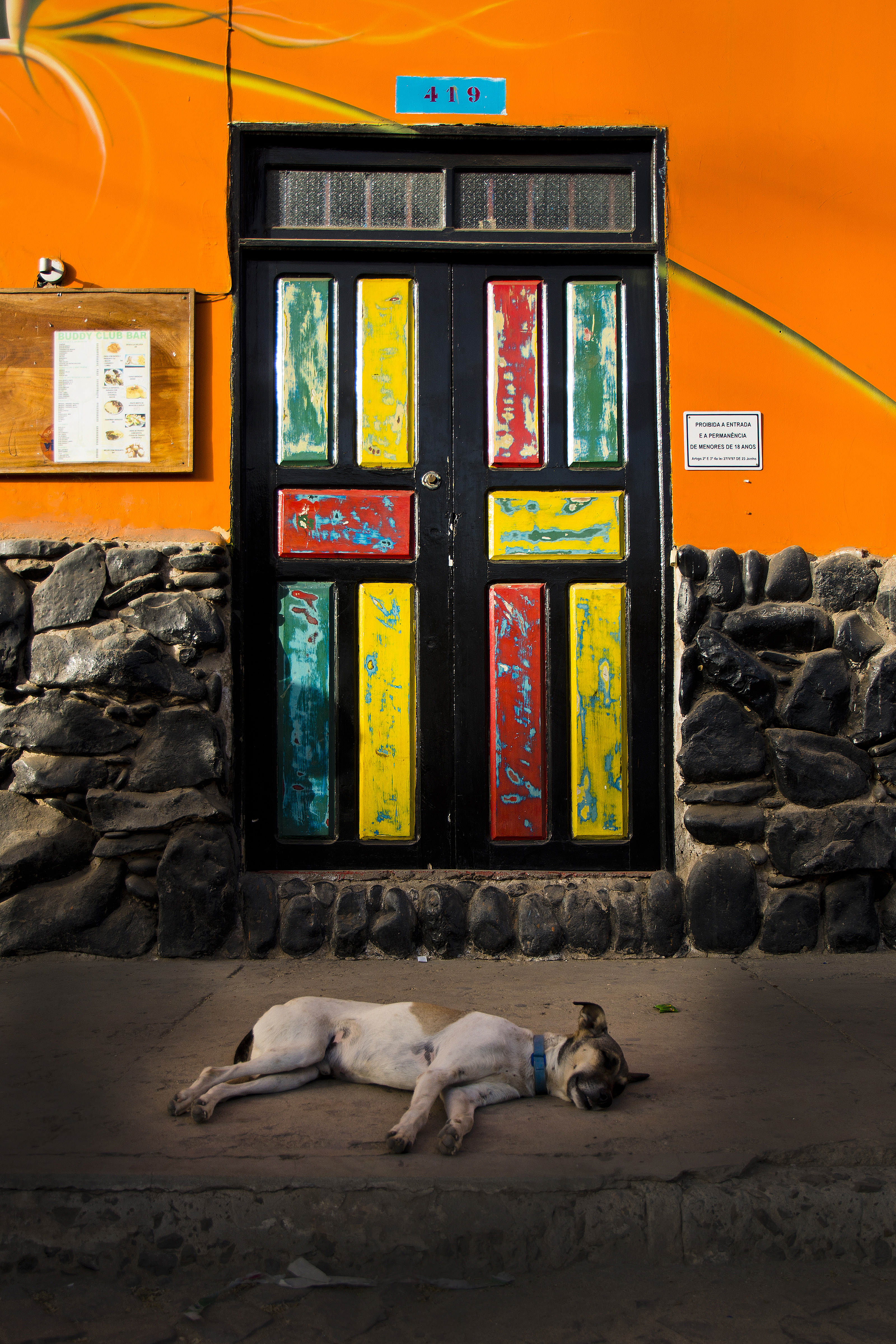
Färgrika områden & hundar i mängder!
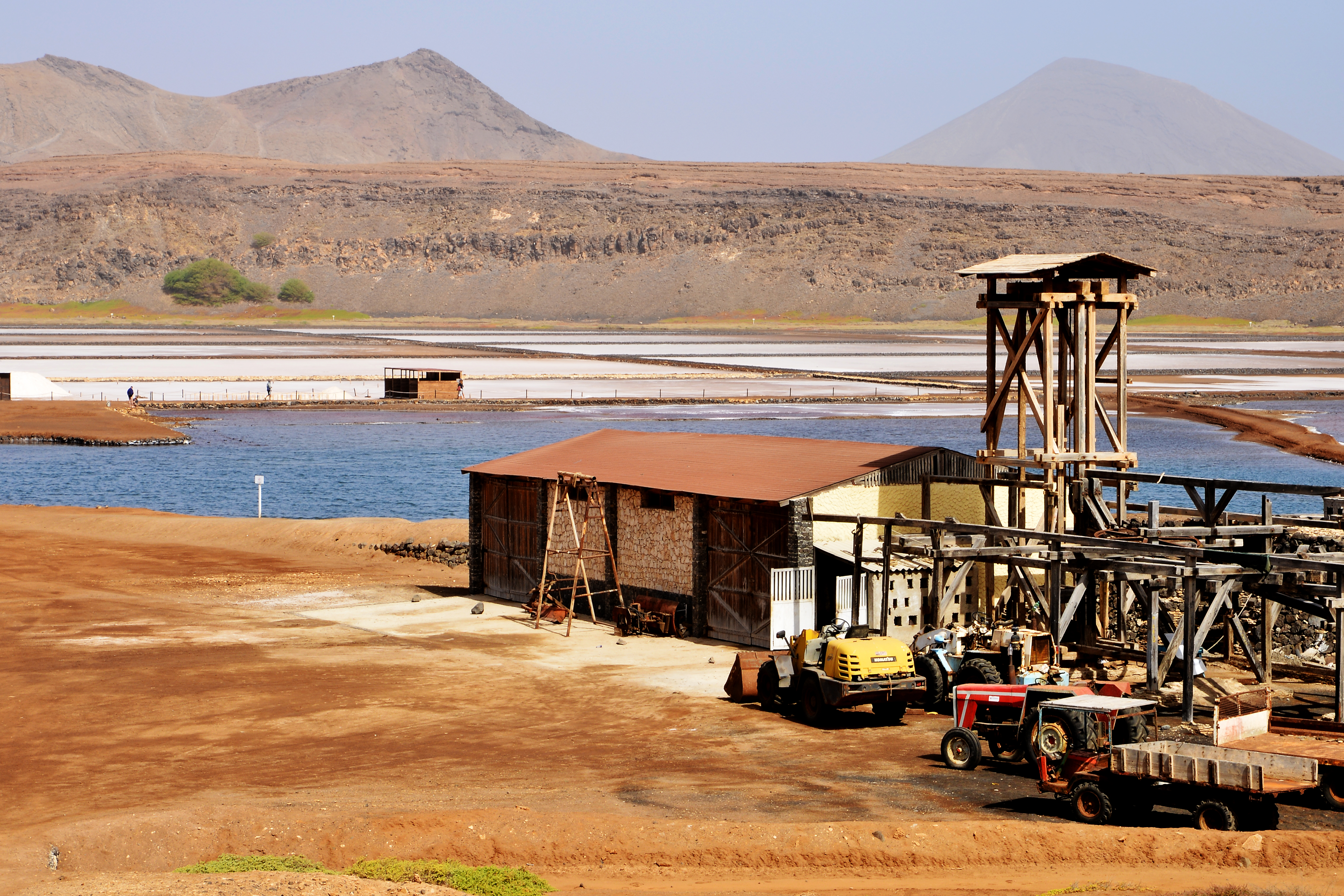
I vulkankratern finns det nu saltgruvor, Salinas Pedra Lume
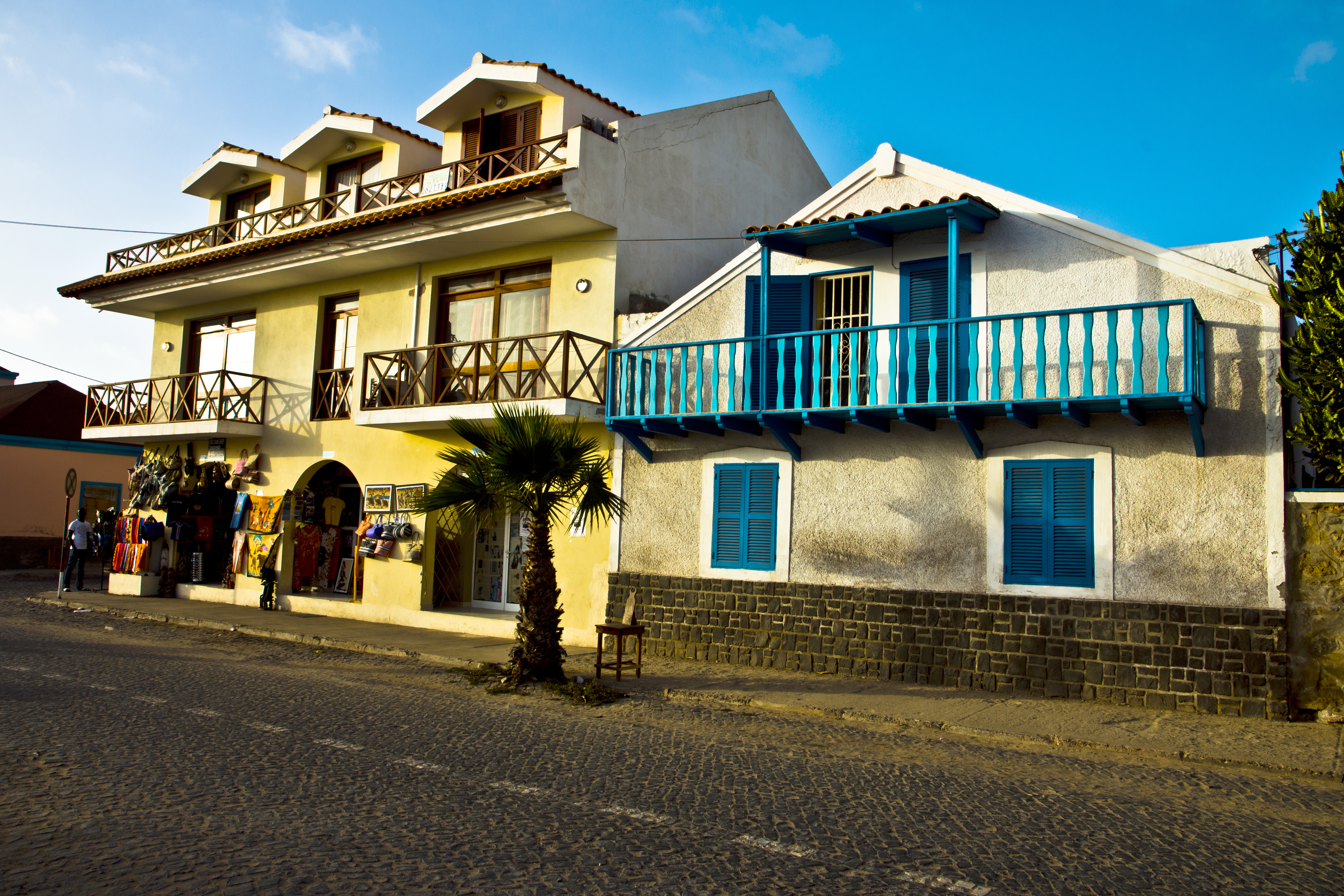
Fina hus finns, men fattigdomen är övergripande
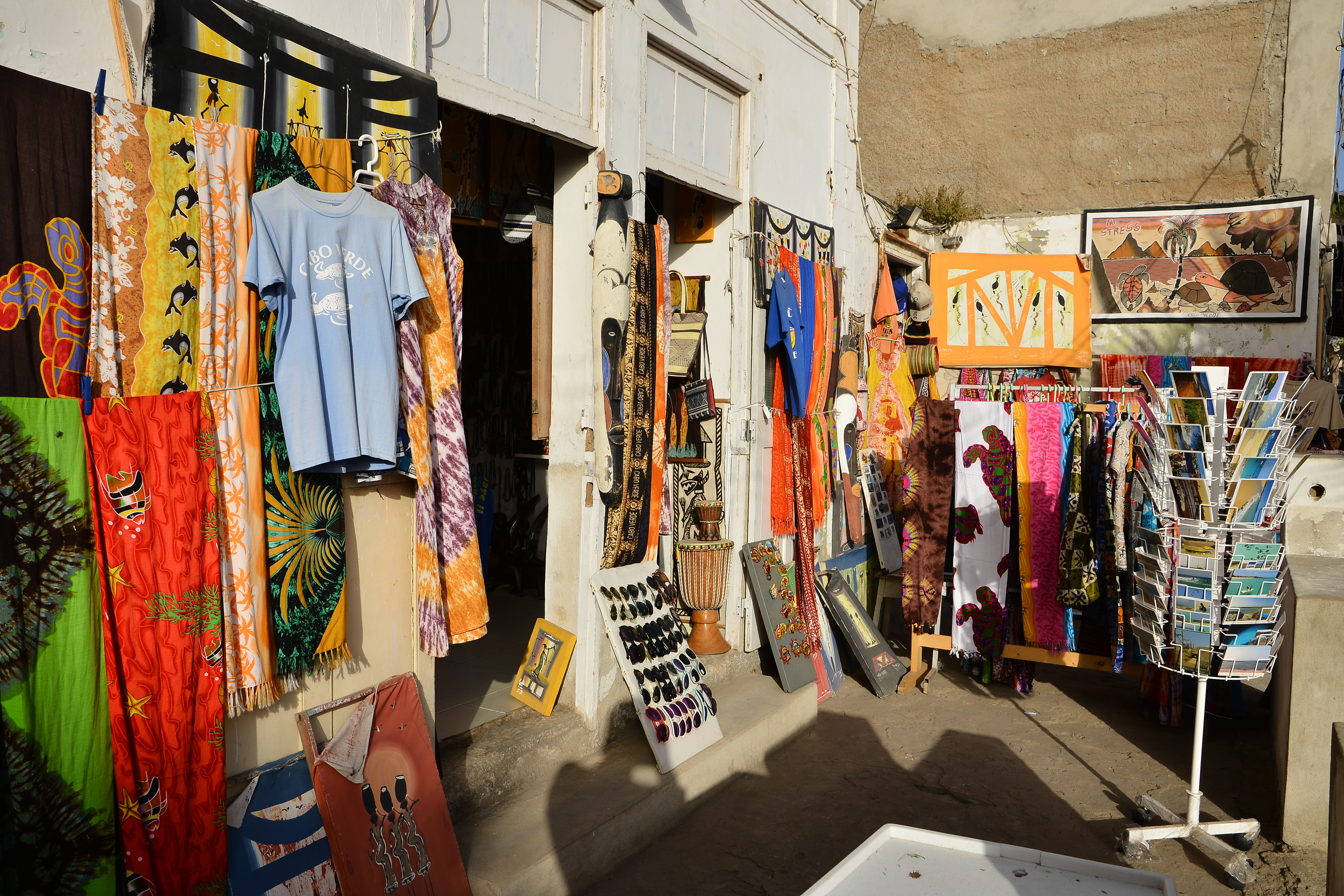
En standard Souvenirbutik (Santa Maria)
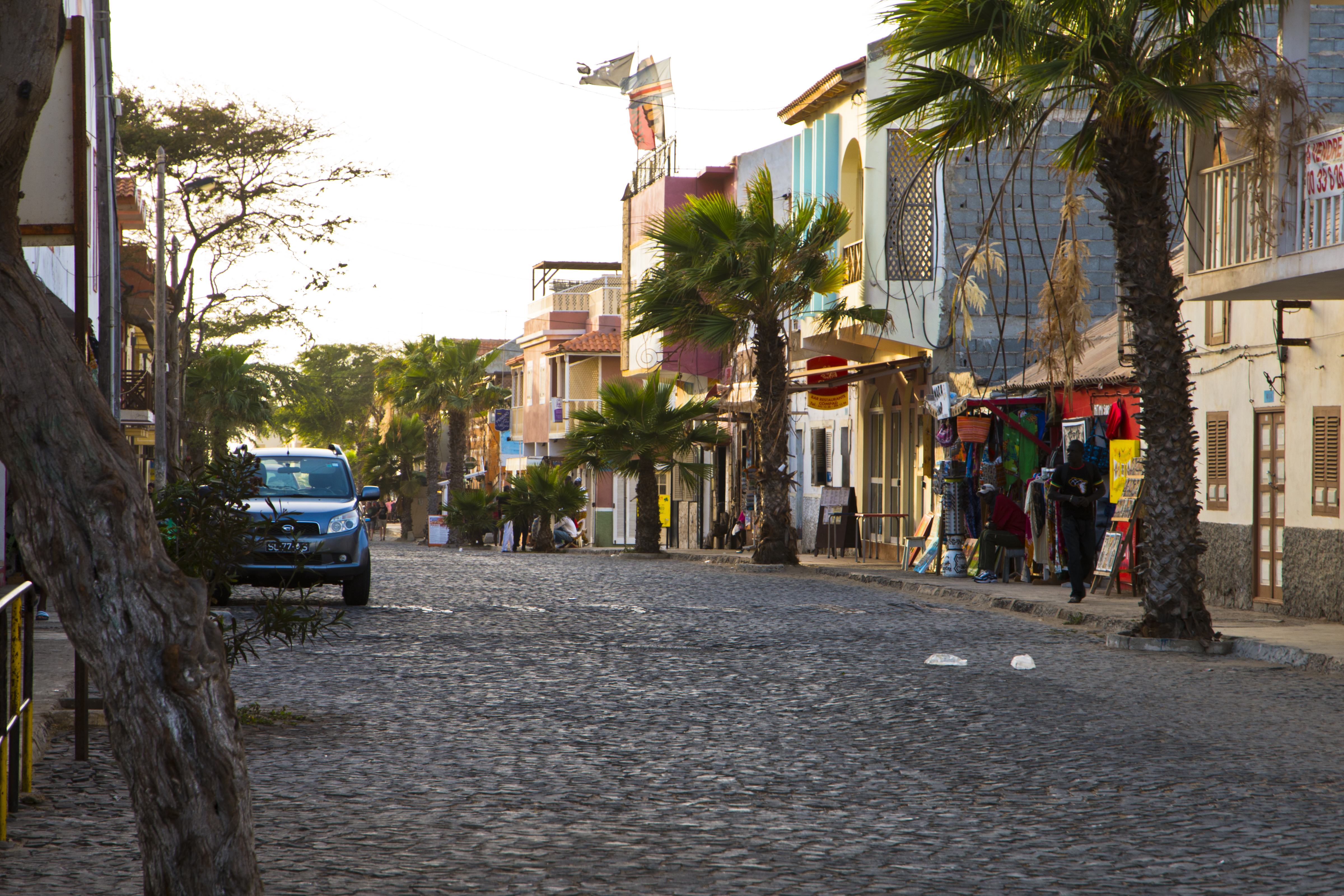
En huvudgata på Sal inne i Santa Maria
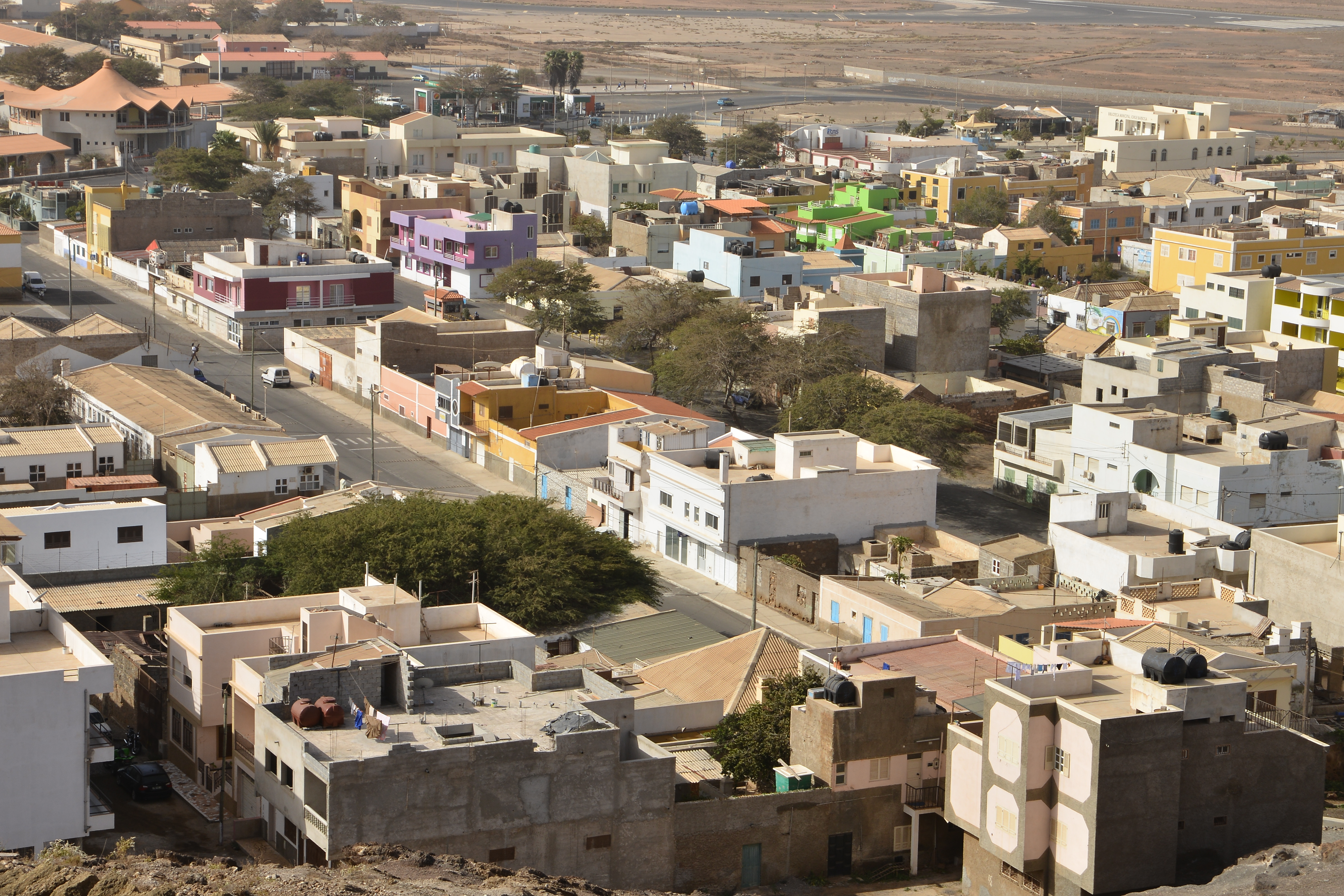
Stadsvy över Espargos
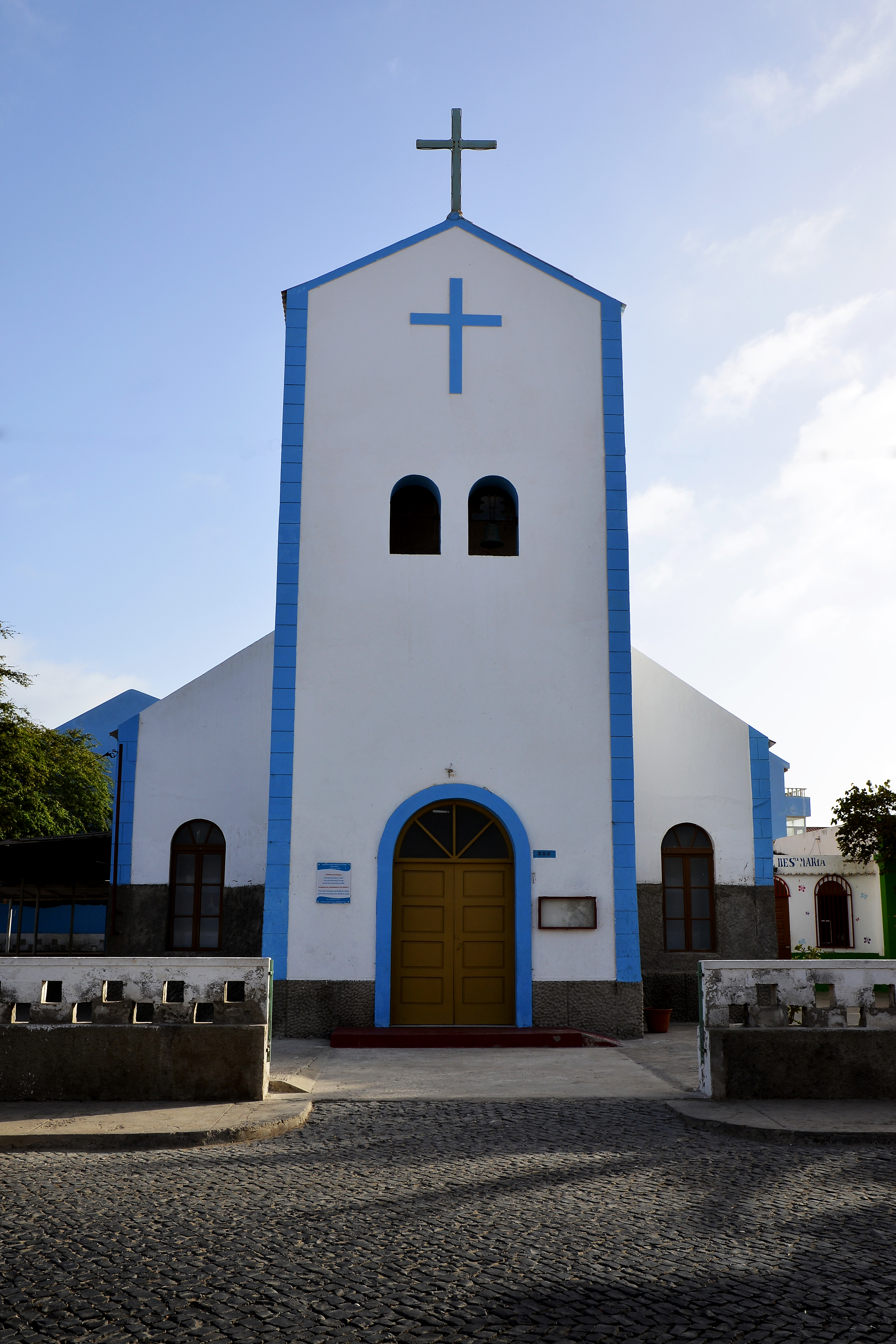
Stora kyrkan (Sant Maria)
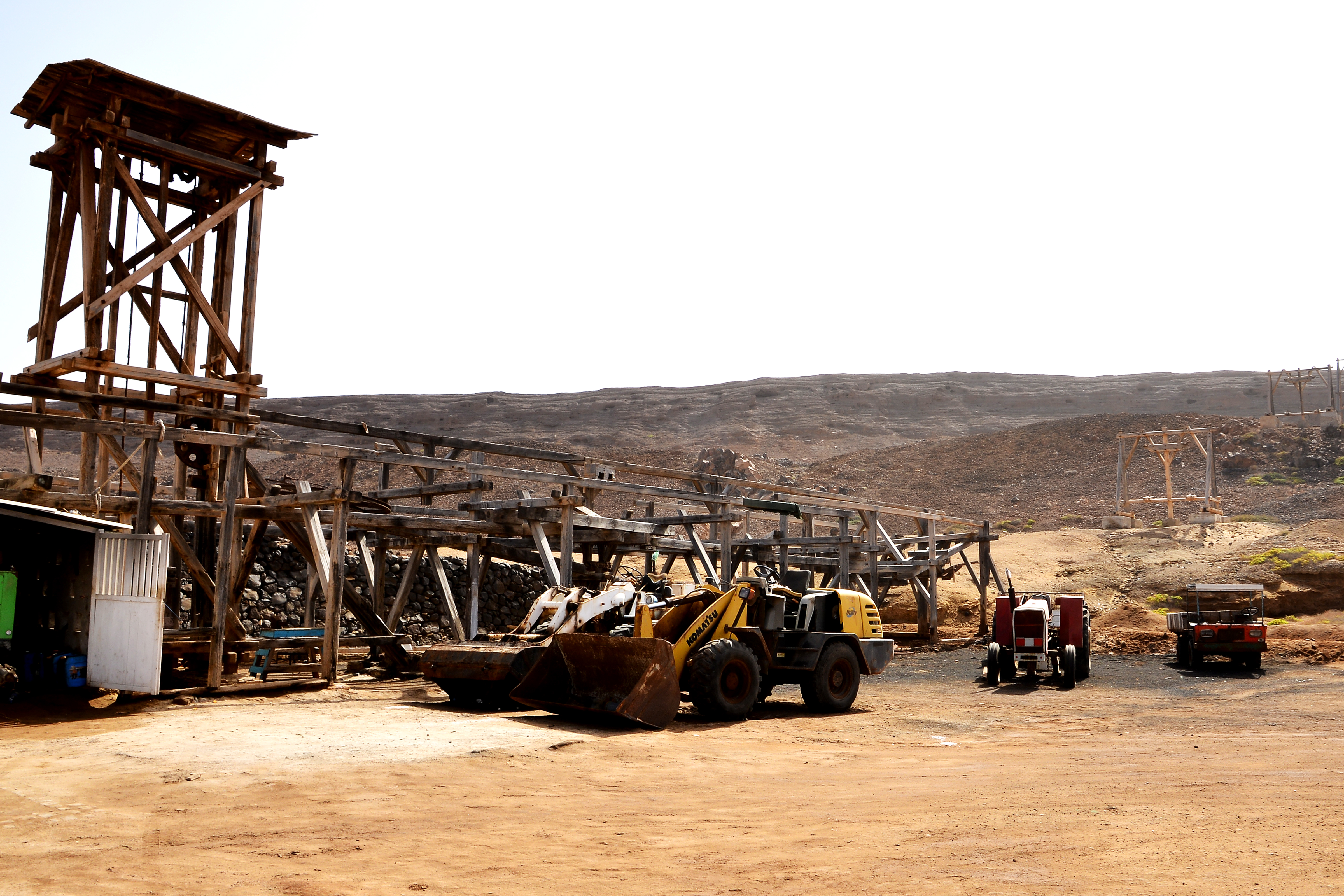
Maskiner i saltkratern, Salinas Pedra Lume
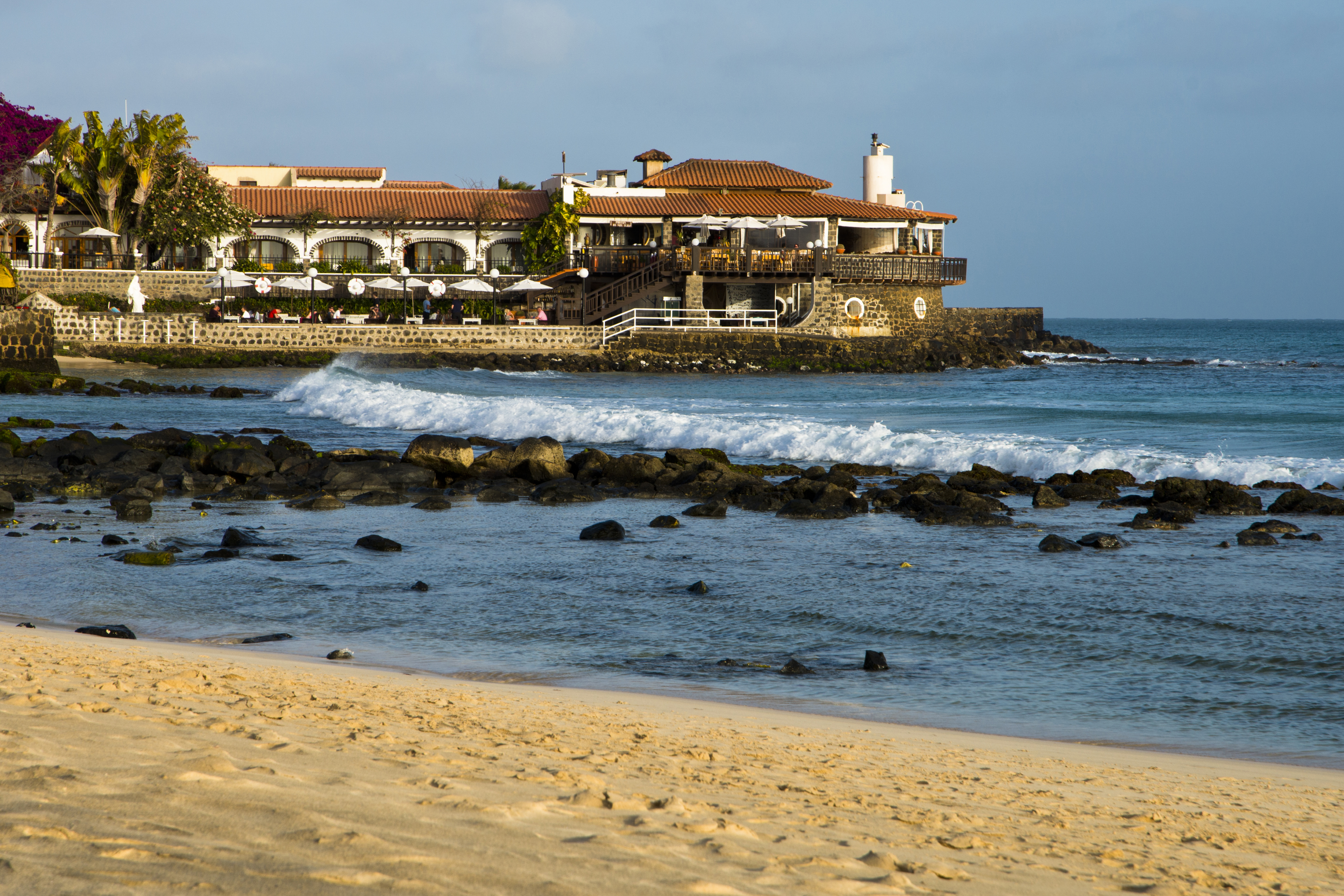
Strand Restaurang Vid Santa Maria
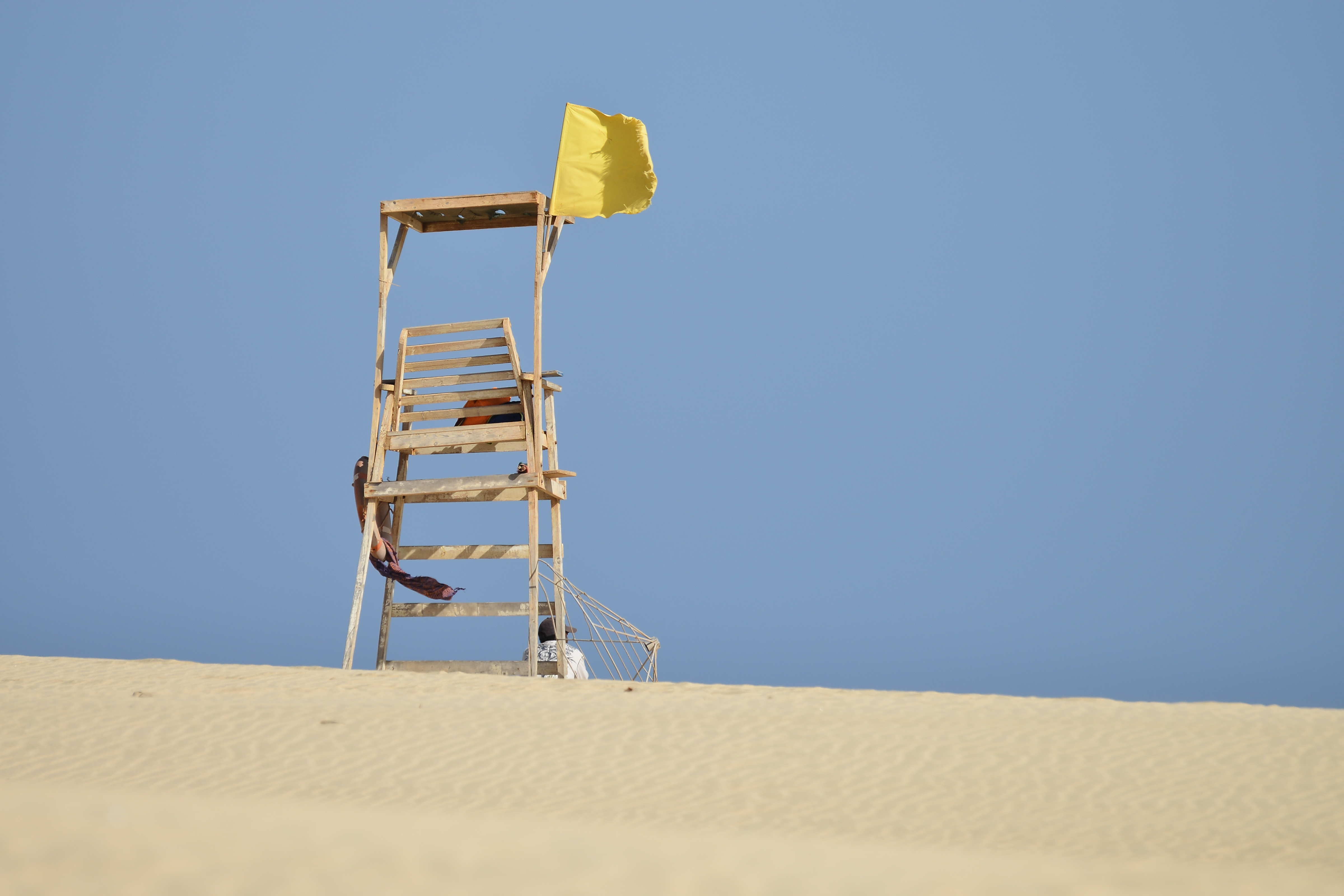
Badvaktstorn
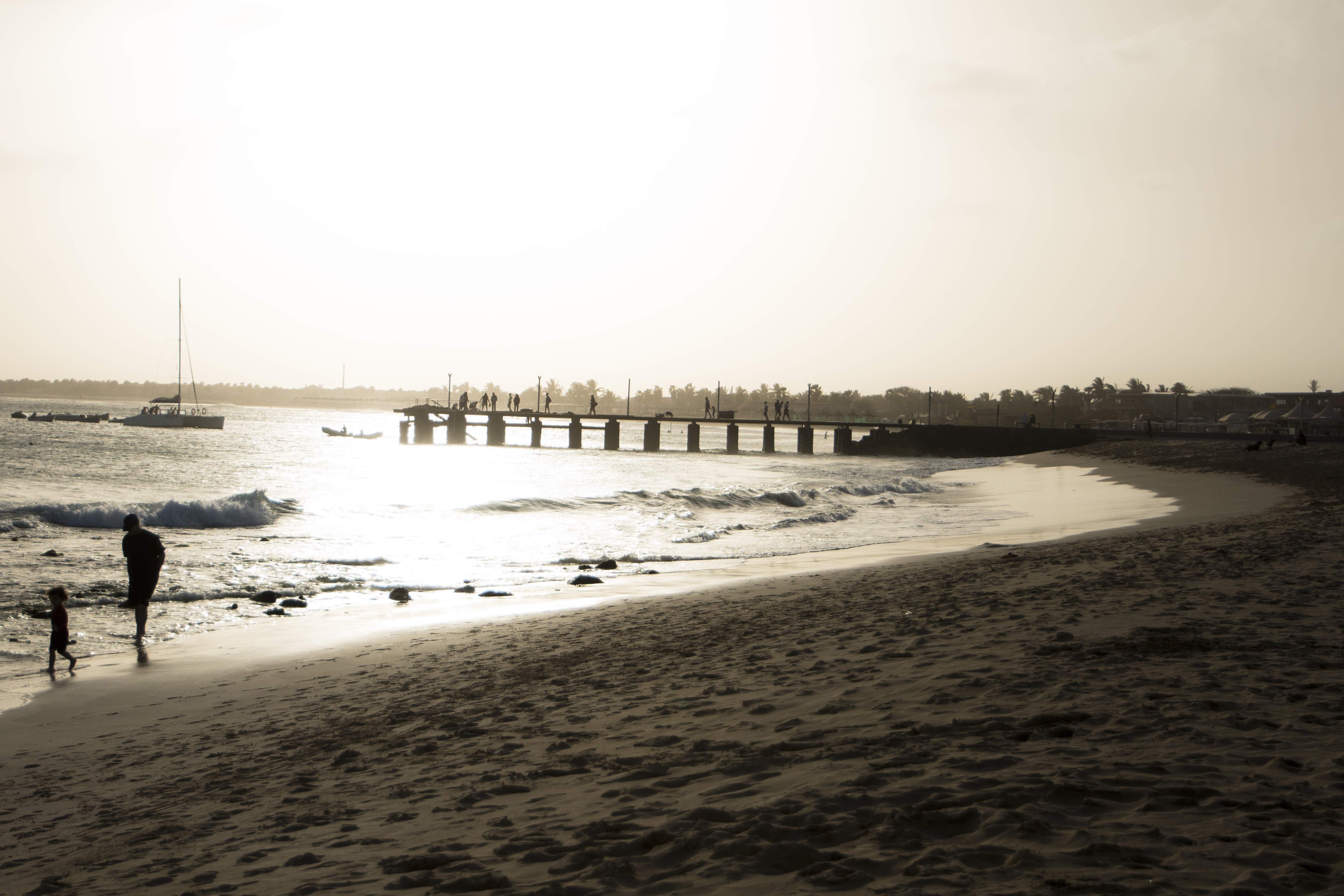
En strand på kvällen (Santa Maria)
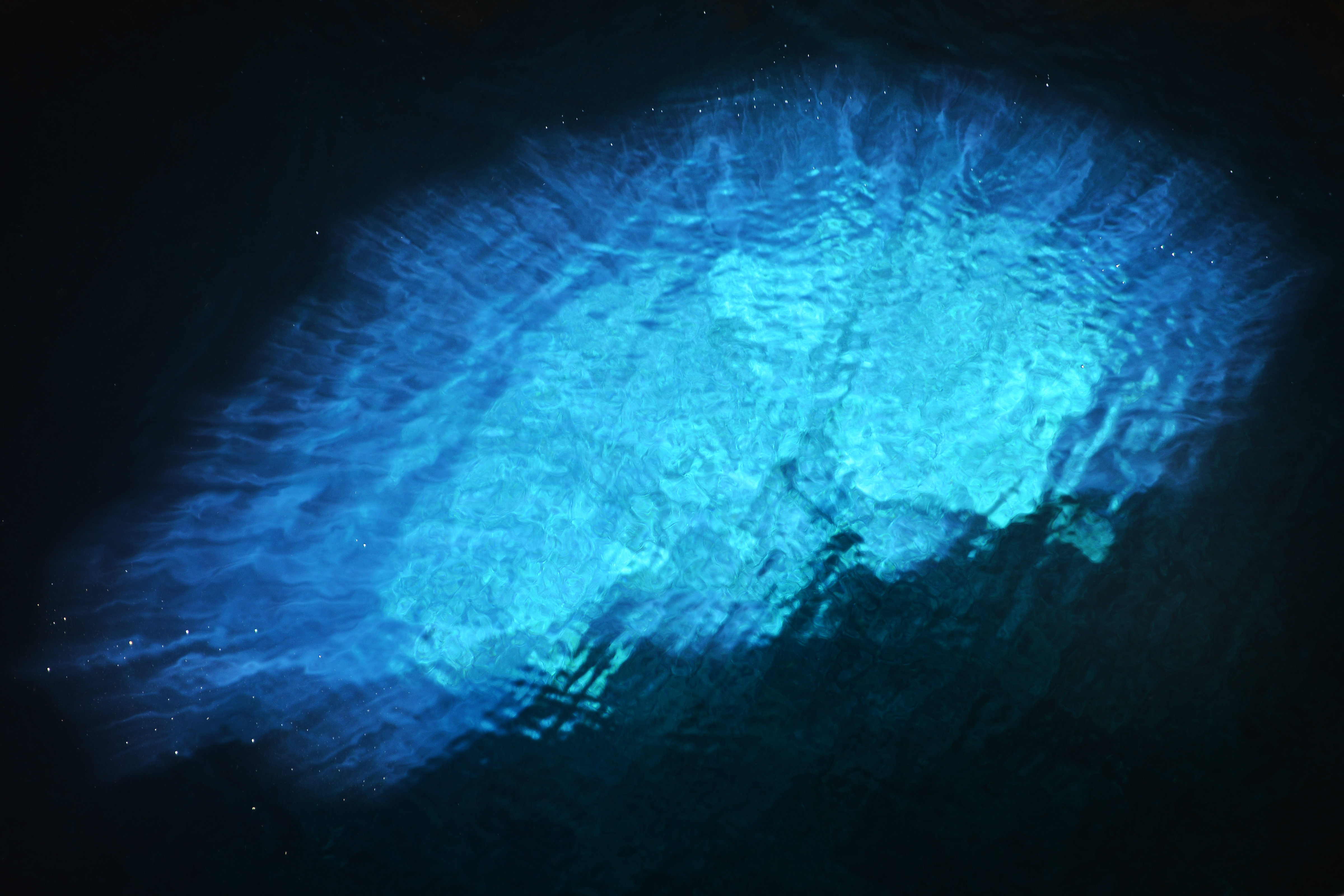
Grottan "Blå Ögat"